# 음력 6월 16일
음력 6월 16일은 음력 6월의 16번째 날이다.

## 문화
- 2001년 - 박세리, 김미현, 미국 LPGA투어 브리티시 여자 오픈에서 1,2위.

## 탄생
- 1762년 - 조선의 실학자 정약용.
- 1991년 - 대한민국의 배우 주종혁.
- 2003년 - 대한민국의 배우 이서연.

## 사망
- 2024년 - 대한민국의 가수 김민기.

## 같이 보기
- 음력 360일: 1월 2월 3월 4월 5월 6월 7월 8월 9월 10월 11월 12월
- 전날:6월 15일 다음날:6월 17일 - 전달:5월 16일 다음달:7월 16일
- 양력:6월 16일
- 음력, 윤달